# Jean-Yves Chapalain
Jean-Yves Chapalain, né le 10 mars 1900 à Quimper et mort le 7 novembre 1994 au Mans, est un homme politique français.

## Biographie
Après avoir servi durant trois ans dans la Marine, il est reçu au concours des contributions indirectes en 1922. Durant l'Occupation, il prend part à la fondation du comité clandestin de libération de la Sarthe (1942), dont il prend la tête en 1944. Arrêté le 15 mai 1944, il est déporté par le train de la mort au camp de Dachau. Il reçoit la croix de guerre et la médaille de la Résistance.
Inspecteur principal des contributions indirectes, il a été maire du Mans du 27 octobre 1947 au 26 mars 1965.
Membre du RPF, il a également été élu sénateur de la Sarthe le 8 décembre 1948 avant de démissionner le 6 novembre 1958. Il devient vice-président de la commission des Finances en 1956.
Ayant été élu dans la première circonscription de la Sarthe, il reste député jusqu'en 1973.
Il est cité comme membre de la Fondation culturelle bretonne en 1957.